# سعید جعفری
سعید جعفری (هندی: सईद जाफ़री؛ ۸ ژانویهٔ ۱۹۲۹ – ۱۵ نوامبر ۲۰۱۵) هنرپیشه اهل کشور هند و ساکن کشور بریتانیا بود.

## گزیده فیلم‌شناسی
- گورو - ۱۹۶۹
- ابوالهول - ۱۹۸۱
- چشم بد دور - ۱۹۸۱
- گاندی - ۱۹۸۲
- بی‌گناه - ۱۹۸۳
- بازار - ۱۹۸۳
- گذرگاهی به هند - ۱۹۸۴
- لبه تیغ - ۱۹۸۴
- مشعل - ۱۹۸۴
- کرشمه قدرت - ۱۹۸۴
- صیاد - ۱۹۸۵
- عزیزم - ۱۹۸۵
- رام، گنگا تو ناپاک است - ۱۹۸۵
- خودخواه - ۱۹۸۷
- جلوه - ۱۹۸۷
- جمعیت - ۱۹۸۷
- تماس - ۱۹۸۸
- خون روی پیشانی - ۱۹۸۸
- فریب‌کاران - ۱۹۸۸
- پیروزی - ۱۹۸۸
- خدا - ۱۹۸۹
- آخرین غلام - ۱۹۸۹
- هیرو هیرلال - ۱۹۸۹
- بخشنده-۱۹۸۹
- دل - ۱۹۹۰
- مردی از سنگ - ۱۹۹۰
- اگر چنین است - ۱۹۹۰
- کیشن و کانیا - ۱۹۹۰
- ایندراجیت - ۱۹۹۰
- حنا - ۱۹۹۱
- سوریاوانشی - ۱۹۹۲
- هدف - ۱۹۹۲
- گرانبها - ۱۹۹۳
- فقط یک راه - ۱۹۹۳
- عاشق آواره - ۱۹۹۳
- آینه-۱۹۹۳
- این نور جادویی قلب - ۱۹۹۴
- دلداده - ۱۹۹۴
- بادیگارد - ۱۹۹۵
- در آغوش یار - ۱۹۹۵
- مرگ با شجاعت - ۱۹۹۵
- جی ویکرانتا - ۱۹۹۵
- عشق به بمبئی - ۱۹۹۶
- سوروسات عروسی راجا می‌آید - ۱۹۹۶
- جدایی - ۱۹۹۷
- بزرگی - ۱۹۹۷
- دیوانه مستانه - ۱۹۹۸
- وقتی عشق برای کسی اتفاق می‌افتد - ۱۹۹۸
- راهنمای مالاگا-۲۰۰۱
- به عشق تو قسم می‌خورم - ۲۰۰۹

## جوایز
وی برنده جوایزی همچون جوایز فیلم‌فیر شده‌است.